# Стара Бучка
Стара Бучка (словен. Stara Bučka) — поселення в общині Шкоцян, регіон Південно-Східна Словенія, Словенія.